# 北貝斯貝里山

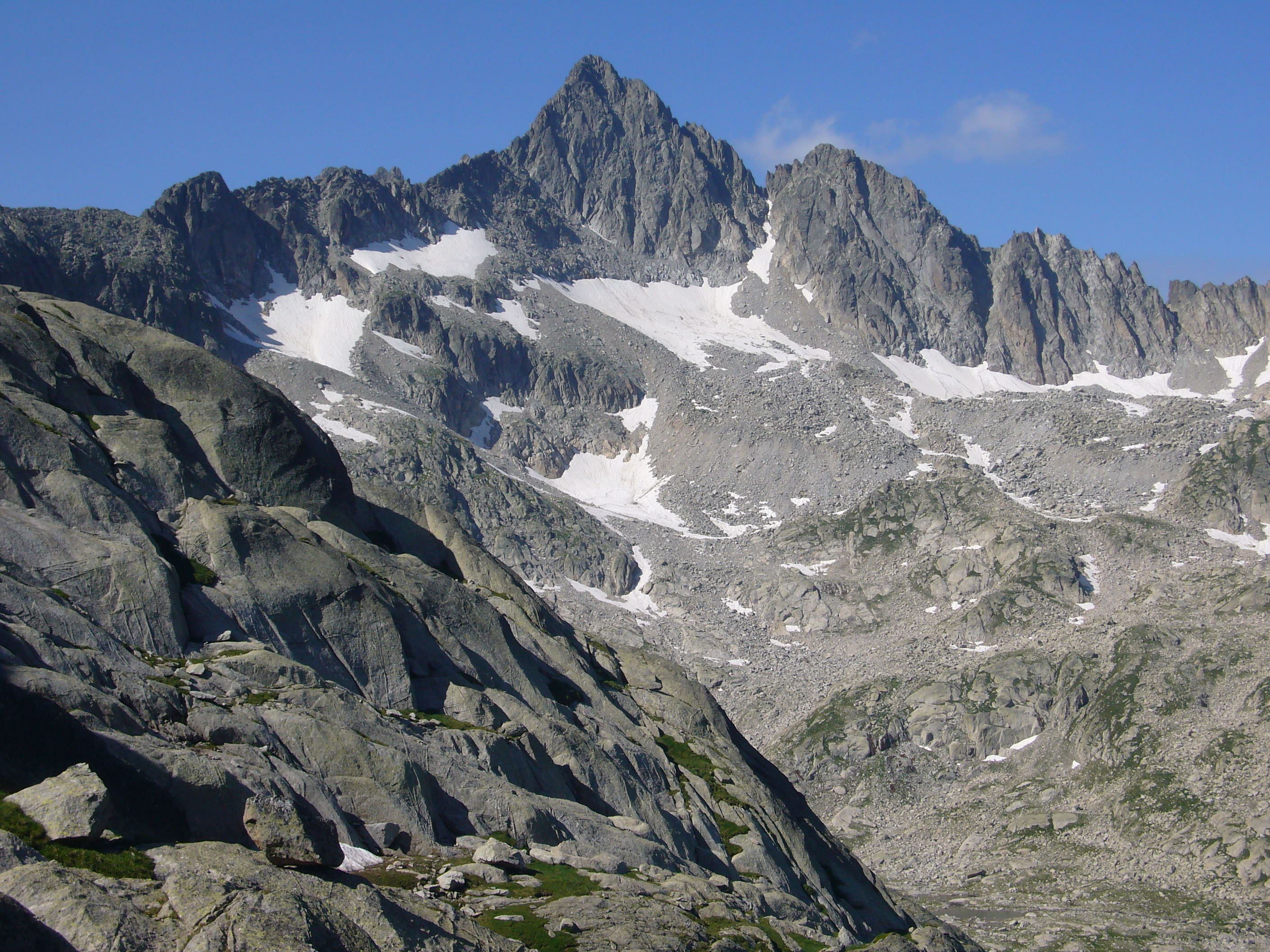

42°36′19″N 0°49′34″E / 42.60528°N 0.82611°E
北貝斯貝里山（西班牙語：Besiberri Norte），是西班牙的山峰，位於該國東北部加泰羅尼亞，屬於比利牛斯山中貝斯貝里山脈的一部分，該山峰海拔高度3,009米。